# Francis Crick

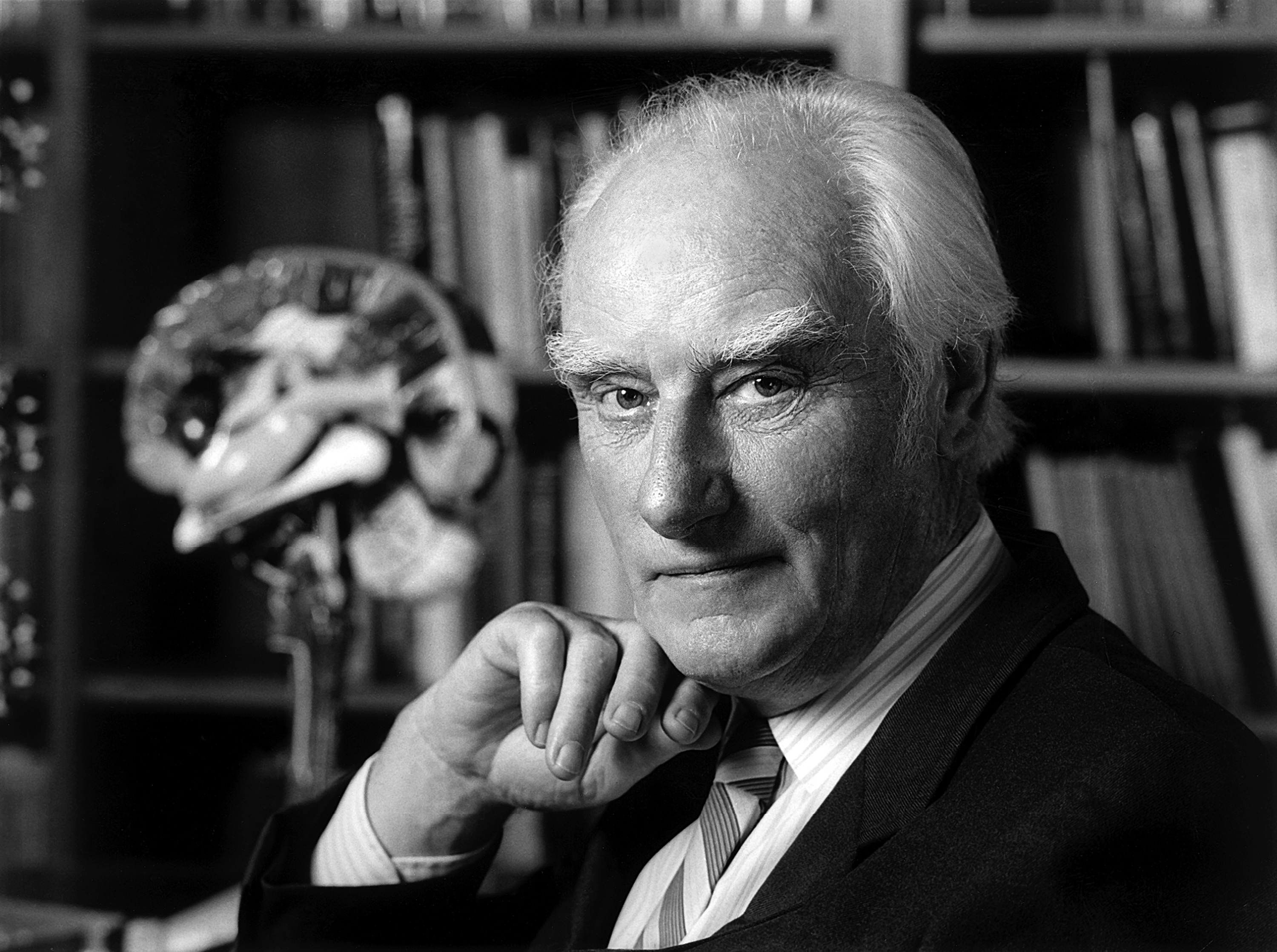
Francis Crick, im Hintergrund ein Gehirnmodell, das ihm von Jacob Bronowski vermacht wurde

Francis Harry Compton Crick OM (* 8. Juni 1916 in Northampton, England; † 28. Juli 2004 in San Diego, Vereinigte Staaten) war ein britischer Physiker und Molekularbiologe. Er erhielt 1962 zusammen mit James Watson und Maurice Wilkins den Nobelpreis für Physiologie oder Medizin für die Aufklärung der Molekularstruktur der Desoxyribonukleinsäure (DNA). Diese Aufklärung gelang anhand von Röntgenbeugungsbildern, die Rosalind Franklin und Raymond Gosling erstellt hatten.

## Leben und Wirken

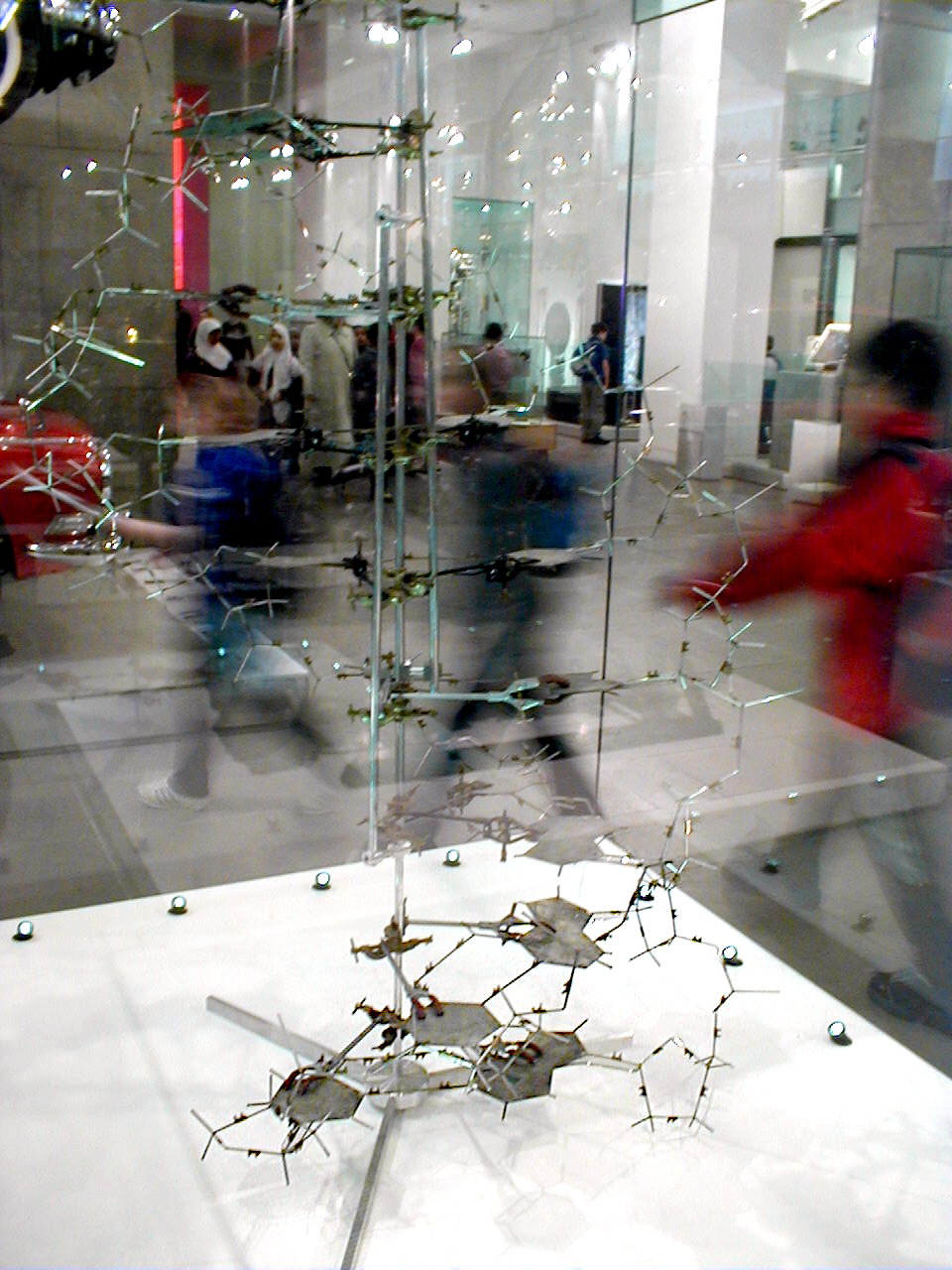
Von Francis Crick und James Watson aufgebautes Modell der DNA-Doppelhelix, ausgestellt im National Science Museum of London

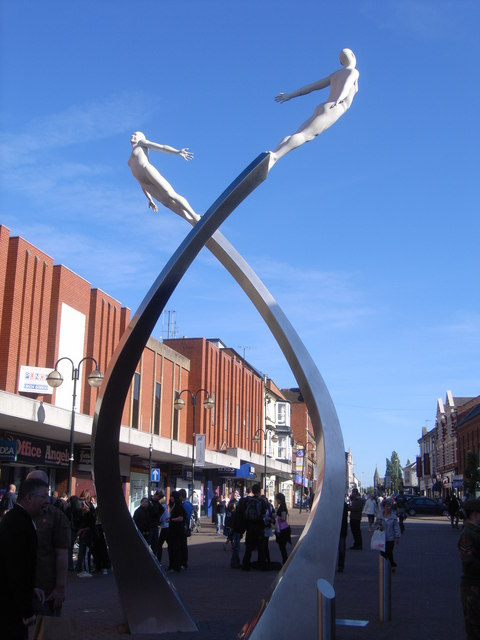
Skulptur zu Ehren von Francis Crick in Northampton

Crick besuchte die Mill Hill School in London und hatte 1937 am University College London ein Physikstudium abgeschlossen. Er war zwischenzeitlich für die britische Marine tätig und arbeitete von 1940 bis 1947 für die britische Admiralität über Radar sowie an magnetischen und akustischen Seeminen. Ab 1947 studierte er Biologie und widmete sich ab 1949 erfolglos am von William Lawrence Bragg geleiteten Medical Research Council (MRC Unit, später MRC Laboratory of Molecular Biology) des Cavendish-Laboratoriums der University of Cambridge seiner Promotion. Er beschäftigte sich dort mit der röntgenkristallographischen Untersuchung des Hämoglobinmoleküls, als 1951 der amerikanische Biochemiker James Watson zu ihm stieß und sich beide daran machten, die Struktur der DNA zu entschlüsseln – in Form der DNA-Doppelhelix. Dieses Modell, das sie in dem Artikel Molecular Structure of Nucleic Acids: A Structure for Deoxyribose Nucleic Acid in der Zeitschrift Nature am 25. April zeitgleich und im selben Heft mit den Arbeiten von Rosalind Franklin und Maurice Wilkins vorstellten, die die röntgenkristallographischen Grundlagen zur DNA-Struktur enthielten, erlangte Weltberühmtheit und hat bis heute Gültigkeit.
1953 wurde Crick am Caius College promoviert.
1955 stellte Crick seine Adapterhypothese vor, die besagt, dass eine bis dato unbekannte Struktur die Aminosäuren zu ihrem Zielort bringt und dort richtig verknüpft (heute wissen wir, dies ist die tRNA als Adaptermolekül, siehe Translation (Biologie)).
1958 formulierte er das Zentrale Dogma der Molekularbiologie.
1959 war Crick Gastprofessor an der Harvard University und Gastwissenschaftler am Rockefeller Institut für Medizin (heute Rockefeller University) in New York. 1960/61 war er Fellow des Churchill College in Cambridge. 1961 gelang ihm mit Sydney Brenner und anderen der Nachweis der Triplett-Struktur des genetischen Codes (wobei George Gamow in einem Brief an Crick den Anstoß für die Untersuchung gab), die genaue Zuordnung der Aminosäuren zu den Triplett-Codebausteinen erfolgte durch Marshall Warren Nirenberg, Heinrich Matthaei (Poly-U-Experiment) und anderen in der Zeit von 1961 bis 1966. 1962 wurde er Leiter der Abteilung Molekulargenetik am MRC Laboratory und war mit Sydney Brenner ab 1963 Ko-Direktor. Gleichzeitig war er ab 1962 Non Resident Fellow des Salk Institute for Biological Studies in La Jolla und zog 1975 ganz dorthin. Er war dort von 1977 bis 2004 J. W. Kieckhefer Distinguished Professor und 1994/95 Präsident. Außerdem war er Professor für Biologie, Chemie und Psychologie an der University of California, San Diego.
Er starb 2004 an Darmkrebs.

## Auszeichnungen
1962 erhielten Crick, Wilkins und Watson für ihr räumliches Modell der DNA den Nobelpreis für Physiologie oder Medizin. 1960 erhielt Crick den Albert Lasker Award for Basic Medical Research, 1961 den Prix Charles-Léopold Mayer, 1962 einen Gairdner Foundation International Award, 1966 die Mendel Medal und 1972 die Royal Medal der Royal Society. 1962 wurde er in die American Academy of Arts and Sciences gewählt, 1969 zum Mitglied der Leopoldina und der National Academy of Sciences. Die American Philosophical Society, deren Mitglied er seit 1972 war, zeichnete ihn 2001 mit ihrer Benjamin Franklin Medal aus. 1978 wurde er Mitglied der Académie des sciences in Paris.

## Wissenschaftliche Arbeitsweise und Theorien
Crick war für unkonventionelle Ideen auf verschiedenen Gebieten bekannt. In den 1970er Jahren griff Crick die Panspermie-Hypothese auf (gerichtete Panspermie). Später wandte er sich den Neurowissenschaften und der Theorie des Bewusstseins zu.
Im hohen Alter versuchte sich Crick am Salk-Institut im kalifornischen La Jolla an einer großen Herausforderung, dem Versuch, das Wesen des Geistes zu enträtseln und durch eine umfassende Theorie zu erklären. So postulierte er 1990, dass nun die Zeit reif wäre, das Rätsel des menschlichen Geistes naturwissenschaftlich in Angriff zu nehmen. Die Menschen, „ihre Freuden und Leiden, ihre Erinnerungen, ihre Ziele, ihr Sinn für ihre eigene Identität und Willensfreiheit – bei alldem handelt es sich in Wirklichkeit nur um das Verhalten einer riesigen Ansammlung von Nervenzellen und dazugehörigen Molekülen“, formulierte er in seinem 1994 erschienenen Buch „Was die Seele wirklich ist“.
Watson, Wilkins und Crick sind später für Verletzung der Regeln für gute wissenschaftliche Praxis kritisiert worden, da ihre Veröffentlichung in Nature von 1953 auf röntgenkristallographischen Aufnahmen und unpublizierten Forschungsergebnissen von Rosalind Franklin am King’s College beruhten, deren missliebiger Kollege Maurice Wilkins sie für Watson ohne ihre Kenntnis zugänglich machte. Watson und Crick bedankten sich immerhin am Schluss in ihrer Nature-Veröffentlichung summarisch für die „Beiträge“ von Franklin und Wilkins, ohne genauer auf die Umstände einzugehen.
Crick war der Eugenik positiv gegenüber eingestellt, äußerte seine Ansichten dazu vor allem in persönlicher Kommunikation. Er war der Ansicht, auf Dauer wäre die Gesellschaft gezwungen, sich um eine (genetische) Verbesserung der kommenden Generationen Gedanken zu machen. In der Gegenwart sah er aber aufgrund weit verbreiteter religiöser Vorbehalte wenig Aussichten dafür.

## Schriften
- Francis Crick: Was die Seele wirklich ist, Rowohlt TB, 1997, ISBN 3-499-60257-1 (englisches Original: The astonishing hypothesis: the scientific search for the soul, Scribner 1995)
- Francis Crick: Of Molecules and Men, Prometheus Books, 2004 (zuerst 1967)
- Francis Crick: What mad pursuit. A personal view of scientific discovery, Basic Books 1990
- Francis Crick: Life itself. Its origin and its nature, Simon and Schuster 1981